# Формула Клейна — Нисины

Распределение Клейна — Ниcины интенсивности рассеяния фотонов в зависимости от угла рассеивания для разных энергий.
Видимый свет (2,75 эВ) рассеивается вперед и назад одинаково по всем углам и образует излучение солнечной короны видимое во время полного солнечного затмения. Это рассеяние очень хорошо описывается классической электродинамикой (томсоновское рассеяние).
Рентгеновские лучи (60 кэВ), испускаемые при переходе в электронных оболочках L в K в вольфрамовых мишенях в рентгеновских аппаратах будут более рассеиваться вперед через тело пациента, хотя рассеяние назад также будет происходить.
Фотоны возникающие в результате аннигиляции позитронов (511 кэВ) менее вероятно рассеиваются назад.
Фотоны возникающие при распаде калия-40 (1,460 МэВ), рассеиваются в основном вперед и с малой вероятностью назад.
Гамма-всплески галактических гамма-источников (10 МэВ) рассеиваются почти исключительно вперед.

Фо́рмула Кле́йна — Ниси́ны — формула, описывающая древовидную часть полного сечения комптоновского рассеяния света на электроне. Установлена Оскаром Клейном и Ёсио Нисиной в 1928 году.
Рассеяние электромагнитных волн на заряженных частицах, при котором падающая и рассеянная волна имеют разные частоты, называется комптоновским рассеянием. Дифференциальное и полное сечение такого рассеяния рассчитывается в квантовой электродинамике. Оно наблюдается при рассеянии рентгеновских лучей на электронных оболочках атомов и рассеянии гамма-лучей на электронах и атомных ядрах.
Изменение длины волны {\displaystyle \Delta \lambda } при комптоновском рассеянии определяется формулой:
{\displaystyle \Delta \lambda =2\lambda _{0}\sin ^{2}(\theta /2),}
{\displaystyle \lambda _{0}=h/m_{0}c,}
{\displaystyle \lambda _{0}=2{,}426\cdot 10^{-12}} м,
где {\displaystyle \lambda _{0}} — комптоновская длина волны электрона,
{\displaystyle \theta } — угол между направлением падающей и рассеянной волнами,
{\displaystyle h} — постоянная Планка,
{\displaystyle m_{0}} — масса электрона,
{\displaystyle c} — скорость света.
Частота излучения {\displaystyle \omega ^{\prime }} после рассеяния определяется формулой Комптона:
{\displaystyle \omega ^{\prime }={\frac {\omega }{1+\varepsilon (1-\cos \theta )}}},
где {\displaystyle \varepsilon =\hbar \omega /m_{0}c^{2},} {\displaystyle \hbar =h/2\pi ,}
{\displaystyle \omega } — частота падающей волны.
Полное сечение комптоновского рассеяния на свободном электроне:
{\displaystyle \sigma _{k}=2\pi r_{0}^{2}\left[{\frac {1+\varepsilon }{\varepsilon ^{2}}}\left({\frac {2+2\varepsilon }{1+2\varepsilon }}-{\frac {\operatorname {ln} (1+2\varepsilon )}{\varepsilon }}\right)+{\frac {\operatorname {ln} (1+2\varepsilon )}{2\varepsilon }}-{\frac {1+3\varepsilon }{(1+2\varepsilon )^{2}}}\right].}
Формула подтверждается экспериментально обнаруженным отклонением рассеяния фотонов на электронах при высоких энергиях от низкоэнергетичного томсоновского рассеяния, описываемого в рамках классической электродинамики (см. рисунок). Если энергия {\displaystyle \hbar \omega } падающего фотона значительно меньше массы электрона {\displaystyle m_{0}c^{2}}, то есть {\displaystyle \hbar \omega \ll m_{0}c^{2},} или {\displaystyle \lambda \gg \lambda _{0},} где {\displaystyle \lambda _{0}} — комптоновская длина волны электрона, то {\displaystyle \varepsilon \rightarrow 0,} и формула Клейна — Нисины сводится к классической формуле Томсона (в частности, отношение частот падающей и рассеянной волн {\displaystyle \omega /\omega ^{\prime }=1+\varepsilon (1-\cos \theta )} при этом теряет угловую зависимость и стремится к единице).
При высоких энергиях, когда {\displaystyle \hbar \omega \gg m_{0}c^{2}}, формула для полного сечения приобретает вид:
{\displaystyle \sigma _{k}={\frac {\pi r_{0}^{2}}{\varepsilon }}\left({\frac {1}{2}}+\operatorname {ln} (2\varepsilon )\right)=\pi r_{0}^{2}{\frac {m_{0}c^{2}}{\hbar \omega }}\left(\operatorname {ln} \;{\frac {2\hbar \omega }{m_{0}c^{2}}}+{\frac {1}{2}}\right)}.
Интенсивность {\displaystyle I^{\prime }} рассеянного излучения на расстоянии {\displaystyle R} от центра рассеяния связана с интенсивностью {\displaystyle I} падающей волны и отношением частот {\displaystyle \omega ^{\prime }/\omega } соотношением
{\displaystyle I^{\prime }={\frac {I}{R^{2}}}{\frac {\omega ^{\prime }}{\omega }}{\frac {d\sigma }{d\Omega }},}
где {\displaystyle {\frac {d\sigma }{d\Omega }}} — дифференциальное сечение рассеяния.